# Mohammed Fatau
Mohammed Fatau (Acra, 24 de diciembre de 1992) es un futbolista profesional ghanés que juega como centrocampista.

## Trayectoria
Fatau fue fichado por el Udinese Calcio en 2011, estuvo inscrito en el Granada C. F., y posteriormente fue cedido al Cádiz C. F., pero solo apareció con el filial. Una temporada más tarde, se unió al CD San Roque de Lepe, también en calidad de préstamo. Terminó la temporada con 33 partidos.
El 18 de agosto de 2013 Fatau disputó su primer partido oficial con el Granada C. F., jugando los últimos cinco minutos de una victoria de 1-2 sobre el C. A. Osasuna. El 1 de septiembre de 2014 fue cedido al Rayo Vallecano de Madrid para disputar la temporada 2014-15.
En agosto de 2016, firmó por el Gaziantepspor de Turquía.

## Clubes
| Club                             | País           | Año       |
| -------------------------------- | -------------- | --------- |
| Asante Kotoko F. C.              | Ghana          | 2009-2010 |
| Udinese Calcio Primavera         | Italia         | 2010-2011 |
| Cádiz C. F. "B" (cedido)         | España         | 2011-2012 |
| C. D. San Roque de Lepe (cedido) | España         | 2012-2013 |
| Granada C. F.                    | España         | 2013-2016 |
| Rayo Vallecano (cedido)          | España         | 2014-2015 |
| U. D. Almería (cedido)           | España         | 2015-2016 |
| Gaziantepspor                    | Turquía        | 2016-2017 |
| Al-Qadisiyah F. C.               | Arabia Saudita | 2017-2019 |
| Al-Kuwait S. C. (cedido)         | Kuwait         | 2018      |
| IFK Luleå                        | Suecia         | 2020      |
| Mohammedan S. C.                 | India          | 2020-2021 |
| Zakho F. C.                      | Irak           | 2021-2022 |
| F. C. Spartak Varna              | Bulgaria       | 2022-2023 |
| F. C. Van                        | Armenia        | 2023      |